# Allogamus corsicus
Allogamus corsicus är en nattsländeart som först beskrevs av Friedrich Ris 1897.  Allogamus corsicus ingår i släktet Allogamus och familjen husmasknattsländor. Inga underarter finns listade i Catalogue of Life.